# Плимптон (Девон)
Плимптон — пригород города Плимут в графстве Девон, Англия. По происхождению это древний город. Это был важный торговый центр местной добычи олова и морской порт до того, как река Плим заилела и торговля переместилась вниз по реке в Плимут, и на протяжении многих веков он был резиденцией Плимптонского приората, самого значительного местного землевладельца.
Плимптон — это объединение нескольких деревень, в том числе Сент-Мэри, Сент-Морис, Коулбрук, Вудфорд, Ньюнхэм, Лэнгедж и Чадлвуд.
Фор-стрит, главная улица города, выстлана средневековыми зданиями, около тридцати из которых относятся либо к классу II*, либо ко второму классу. К зданиям класса II* относятся Старый дом священника, Гилдхолл и Тюдор-Лодж.

## Топонимика
Название города, по-видимому, происходит от его расположения на реке Плим. Как отметил Дж. Брукинг Роу в 1906 году, город не расположен и никогда не был расположен на реке — скорее он расположен на древней трассе под названием «Риджуэй» из Дартмура. Самое раннее сохранившееся документальное упоминание об этом месте-Plymentun в англосаксонской хартии, датируемой примерно 900 годом нашей эры, и это название может быть получено из древнеанглийского прилагательного plymen, что означает «растущий со сливовыми деревьями». Итак Плимптон имел бы значение «ферма сливового дерева». Кроме того, корнуэльские деривации также дают ploumenn, означающий «слива», и plo(b)m, означающий «свинец» — возможно, связанный с латинским plombum album («британский свинец») или оловом. Местная гражданская ассоциация, однако, предлагает неподтвержденное альтернативное происхождение от кельтского Pen-lyn-dun («форт в начале ручья»).
К началу XIII века река Плим была названа по обратному образованию от этого названия и близлежащего Плимстока. Это позже привело к названию рыбацкого порта, созданного в устье реки (Плимут, первоначально названный Саттон), когда устье реки затлело слишком сильно, чтобы монахи могли больше плыть вверх по реке до Плимптона.

## История
Неподалеку находится горный форт железного века Борингдон Кэмп. Плимптон занесен в Книгу Страшного суда 1086 года как принадлежащий королю (Вильгельму Завоевателю), с 27 жителями деревни, 12 мелкими землевладельцами и 6 рабами.
В начале 12 века Плимптон был местом расположения важного монастыря, основанного Уильямом Уорелвастом. Прихожанами были каноники-августинцы, и вскоре монастырь стал вторым по богатству монастырским домом в Девоне (после Тавистока). Сторожка монастыря все еще существует. В 1872 году было зафиксировано, что сторожка, кухня и трапезная все еще находились в хорошем состоянии.
Ричард де Редверс (умер в 1107 году) получил феодальное баронство Плимптон, основанное в замке Плимптон, от короля Генриха I (1100—1135), которому он был самым доверенным сторонником. Семья де Редверс позже стала графами Девона. Их земли, включая Плимптон, и титулы позже унаследовала семья Кортни, феодальные бароны Окехемптона. В древнем городе Станнари по-прежнему доминирует его ныне разрушенный нормандский замок Мотт-энд-Бейли, и в нем все еще сохраняется целостный средневековый уличный рисунок. Ряд исторических зданий в местном народном стиле из зеленого девонского сланца, известняка и известковых стен с отделкой из дартмурского гранита свидетельствуют обо всех периодах его истории.
До принятия Закона о реформе 1832 года город был одним из прогнивших районов и направил двух депутатов в нереформированную Палату общин.
Город был местом рождения и ранней резиденцией художника сэра Джошуа Рейнольдса (1723—1792), который стал первым президентом Королевской академии искусств. Он был мэром Плимптона в 1773 году. Его отец был директором Плимптонской гимназии, которая представляет собой историческое здание в центре города. Бывшими учениками были Бенджамин Хейдон и сэр Чарльз Лок Истлейк, которые были соответственно первым директором Национальной галереи и первым президентом Королевского фотографического общества. Многие картины Рейнольдса были куплены его друзьями семьей Паркер из местного Солтрам-хауса, ныне принадлежащего Национальному фонду, и до сих пор выставлены там на всеобщее обозрение.

## Архитектура
Плимптон имеет 68 перечисленных зданий в базе данных Исторической Англии. Из них один относится к I классу (Плимптон-Хаус, монастырь Святого Петра), шесть-ко II классу* и 61-ко II классу.

### Исторические поместья
Усадьба Борингдон в Коулбруке была резиденцией семьи Паркеров, ранее проживавшей в Северном Молтоне, которая позже приобрела Солтрам.
Лафтор (после 1718 года переименован в Ньюнхэм-парк) был резиденцией семьи Селманов, из которых несколько были депутатами парламента. Уильям Селман II был пять раз депутатом от Плимптон Эрл между 1420 и 1429 годами. Позже поместье было второстепенным местом кадетской ветви семьи Куртене.
Ньюнхэм был поместьем, которое было резиденцией семьи Строуд, чьи памятники существуют в церкви Святой Марии.

## Церкви
В Плимптоне есть две церкви. Церковь Святого Фомы в Плимптоне Сент-Морис (также известная как церковь Святого Мориса) имеет нормандское происхождение.
Церковь Святой Марии была освящена в 1311 году и первоначально была приходской часовней при Плимптонском монастыре. Он имеет два прохода с каждой стороны нефа, внешние проходы короче внутренних. Башня, построенная из гранитного ясеня, видна издалека. Южное крыльцо украшено резьбой и имеет лиерный свод. Внешний северный проход является самой ранней частью церкви, а остальная часть в основном относится к 15 веку, южный проход является последней частью. Есть памятники семье Строуд, в том числе гробница-сундук для Ричарда Строуда (умер в 1464 году), чучело одето в доспехи. На памятнике Уильяму Строуду (умер в 1637 году) и его семье изображены муж, две жены и десять детей. В Коуд-стоуне также установлен памятник У. Сеймуру (умер в 1801 году) и виконту Борингдону, 11-летнему наследнику графа Морли из Солтрам-Хауса, умершему в Париже в 1817 году, работы Франсуа-Николя.

## Современный Плимптон
Примерно с 1990 по 2010 год Плимптон значительно вырос, так как пригородное население Плимута удвоилось. Чтобы помочь более эффективно управлять этим быстрым ростом, Плимптон был разделен на ряд отдельных районов: Yealmpstone, Plympton-St Maurice, Colebrook, Underwood, Woodford и Chaddlewood.

### Общественный транспорт
Плимптон имеет четыре основных автобусных сообщения: маршруты 20, 20A, 21 и 21A, которые управляются Plymouth Citybus и услуги 52 и 59, которые управляются Target Travel.
В прошлом железнодорожные объекты первоначально предоставлялись в Плимптоне — только для грузовых перевозок — конной железной дорогой Плимут и Дартмур, но их ветка была закрыта и продана железной дороге Южного Девона, чтобы позволить им построить линию из Эксетера в Плимут. Станция была открыта в городе 15 июня 1848 года. С 1 июня 1904 года он был восточной конечной станцией для расширенного пригородного сообщения Плимутского района, но с 3 марта 1959 года он был закрыт для пассажирских перевозок, а с июня 1964 года-для всех грузовых перевозок.
Плимутский городской совет заявил, что хотел бы вновь открыть железнодорожную станцию на лондонской магистрали, проходящей через середину Плимптона, которая обеспечивала бы быстрые и частые поезда в Плимут. Но существуют серьезные препятствия для предоставления такой услуги на основном межрегиональном железнодорожном маршруте, показанном, когда Ivybridge — на той же линии — получил новую станцию в 1994 году. Плимутский городской совет поддерживает возобновление работы станции, чтобы справиться с плохими транспортными заторами в Восточном Плимуте. После технико-экономического обоснования в 2017 году Плимутский совместный план был открыт для консультаций в 2018 году, который включал предлагаемое «Плимутское метро» со станцией в Плимптоне однако по состоянию на май 2020 года ничего не было принято.
Школы
В Плимптоне есть две государственные средние школы, обслуживающие учеников в возрасте от 11 до 18 лет. И Академия Плимптона, и школа Хеле привлекают студентов из района Плимптон и прилегающих районов Лаира, Айвибридж и Дартмур.
Спорт
Любительский клуб Plympton Athletic F. C. является членом дивизиона Южной и Западной футбольной лиги Девона с 2020 года. Их дом-стадион Ли Мур.
Plympton Victoria Rugby Club-местная команда по регби.
События
Плимптон уже много лет устраивает ежегодный праздник под названием «Праздник ягненка» на местном замке Грин. Праздник ягненка и прилегающие к нему мероприятия, организованные Гражданской ассоциацией Плимптона, являются ключевой частью Летнего фестиваля в Плимптоне в середине июня..

## Известные жители
- Элизабет Джонсон, религиозный памфлетист, родилась в Плимптоне в 1721 году
- Эллен Брак, первая переводчица Бальзака, и ее муж Эдмунд Гарретт, переводчик Ибсена, жили здесь до смерти Гарретта в 1907[19]
- Дэвид Оуэн, бывший министр иностранных дел, родился в Плимптоне
- Сэр Джошуа Рейнольдс, художник, родился в Плимптоне
- Пол Роджерс, актер, родился в Плимптоне
- Сэр Эдвин Сэндис, основатель колонии Джеймстаун, был членом парламента от Плимптона
- Ричард Строуд, член парламента от Плимптона, установил парламентские привилегии
- Уильям Уоррелваст, похоронен здесь (в монастыре).